# Donggok-dong
Donggok-dong (koreanska: 동곡동) är en stadsdel i stadsdistriktet Gwangsan-gu i staden Gwangju i den sydvästra delen av Sydkorea,  280 km söder om huvudstaden Seoul.